# بابارشانی
بابارَشانی  شهری است در استان کردستان در غرب ایران.مردم این شهر به زبان کردی تکلم میکنند این شهر در بخش چنگ الماس شهرستان بیجار قرار گرفته‌است.
این شهر در شمال شرق استان کردستان و در نزدیکی استان‌ همدان و شهرستان قروه در استان کردستان واقع شده‌است.
کوه چنگ الماس از کوه‌های پیرامون بابارشانی هستند. 
از بابارشانی جاده‌ای از بیجار به همدان متصل می‌شود.

## جمعیت
جمعیت این شهر در سال ۱۳۹۰، برابر با ۶۳۲ نفر بوده‌است؛ که با این حساب، این شهر جزو ۱۰ شهر دارای کمتر از ۱۰۰۰ نفر جمعیت در ایران است.